# Sklabinská dolina

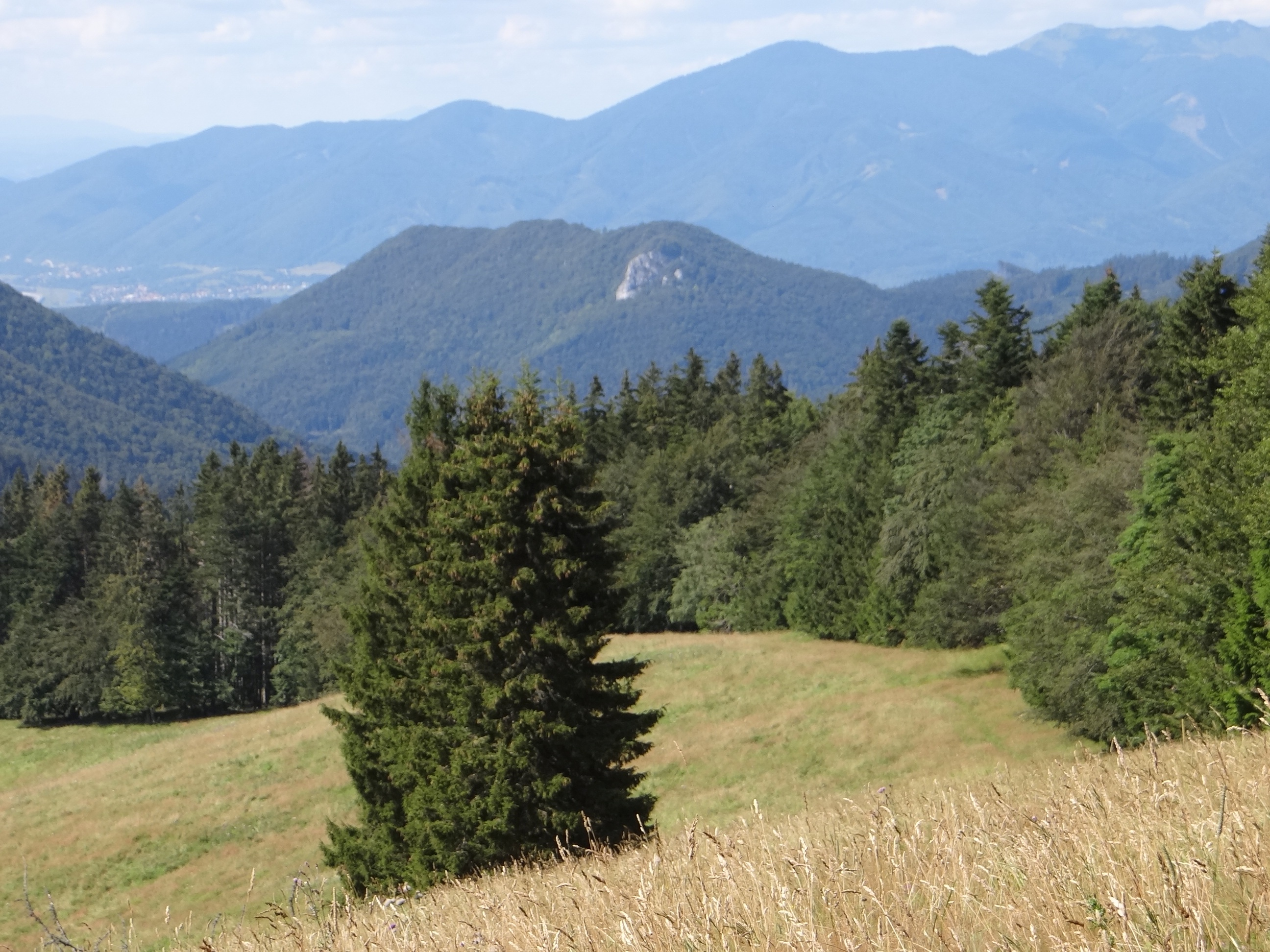
Na środku Katova skala, po jej lewej stronie Sklabinská dolina. Widok z Kečki

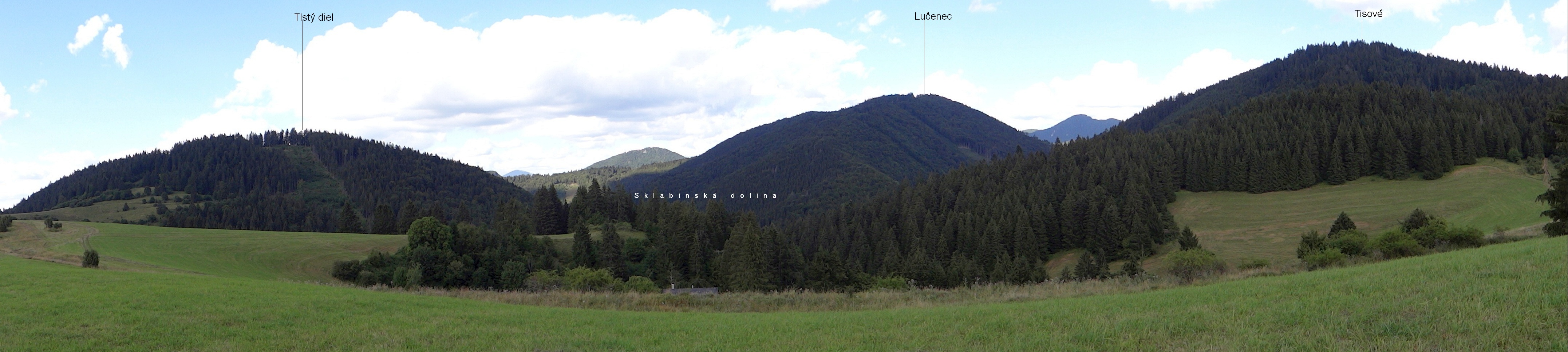
Widok od południowego zachodu

Sklabinská dolina – dolina w Wielkiej Fatrze na Słowacji. Znajduje się w jej północnej, „turczańskiej” części. W miejscowości Sklabiňa uchodzi do Kotliny Turczańskiej. Dolina jest kręta, biegnie początkowo w kierunku wschodnio-wschodnio-południowym, potem południowym, południowo-wschodnim i znów południowym. Jej prawe zbocza tworzą szczyty Tisové (1023 m) i Lučenec (1041 m), zbocza lewe szczyty Tlstý diel (842 m) i Brvenné (706 m). Gorą dolina podchodzi pod przełęcz Mažiarky.
Dolina Sklabińska znajduje się poza obszarem Parku Narodowego Wielka Fatra. Jej dolna część jest bezleśna, zajęta przez łąki wsi Sklabiňa. Trawiasta jest również najwyższa jej część, na przełęczy poniżej Mažiarky i jej północnych zboczach. Poza tym dolinę porasta las. Jej dnem spływa Sklabinský potok.

## Turystyka
Doliną Sklabińska prowadzi znakowany szlak turystyki pieszej i rowerowej, z doliny tej wychodzą także dwa szlaki na szczyt Lučenec.
  Sklabiňa – Sklabinská dolina – Medzy mníchmi – Na jame – Mažiarký – Tisové – Končitý vrch – Kečka – Sedlo pod Kečkou – Jarabiná. Odległość 11,9 km, suma podejść 1014 m, suma zejść 180 m, czas przejścia 4:15 h, z powrotem 3:35 h
 odcinek: Turčianske Jaseno – Mažiarký – Tisové – Sklabinská dolina – Sklabiňa
  Sklabinska dolina (Medzi Mníchmi) – Lučenec. Odległość 3,5 km, suma podejść 516 m, suma zejść 0 m, czas przejścia 1:45 h, z powrotem 1:20 h
  Sklabinska dolina (Na jame) – Lučenec. Odległość 2,3 km, suma podejść 491 m, suma zejść 0 m, czas przejścia 1:25 h, z powrotem 1 h